# لندنبرگ جانکشن (دلاویر)
لندنبرگ جانکشن (به انگلیسی: Landenberg Junction) یک منطقهٔ مسکونی در ایالات متحده آمریکا است که در شهرستان نیوکاسل، دلاویر قرار دارد. لندنبرگ جانکشن ۲۵٫۹۱ متر بالاتر از سطح دریا واقع شده‌است.